# Blauen (Naturschutzgebiet)
Das Gebiet Blauen ist ein mit Verordnung vom 20. Februar 1970 des Regierungspräsidiums Tübingen ausgewiesenes und 1984 erweitertes Naturschutzgebiet (NSG-Nummer 4.046) im Nordwesten der baden-württembergischen Stadt Sigmaringen im Landkreis Sigmaringen in Deutschland.

## Beschreibung
Beschrieben wird das Gebiet Blauen als „vielfältige Vegetation auf Zementmergeln, die von Rohbodenbesiedlern über ehemalige Schafweiden bis zum Wirtschaftswald reicht.“

## Lage
Das heute 46,8 Hektar große Naturschutzgebiet Blauen gehört naturräumlich zur Mittleren Flächenalb. Es liegt rund fünf Kilometer nordwestlich der Sigmaringer Stadtmitte auf der Gemarkung Jungnau, nördlich der Bundesstraße 463, auf einer mittleren Höhe von 715 m ü. NN.

## Schutzzweck
Wesentlicher Schutzzweck ist die Erhaltung der vielfältigen Vegetation auf Zementmergeln, die von Rohbodenbesiedlern über ehemalige Schafweiden bis hin zum Wirtschaftswald reicht, wobei die reichhaltige Orchideenflora in besonderem Maße des Schutzes bedarf.

### Partnerschutzgebiete
Das Naturschutzgebiet Blauen grenzt im Westen an das Landschaftsschutzgebiet Donau- und Schmeiental (4.37.036) und ist Teil des Naturparks Obere Donau.

## Flora und Fauna

### Flora
Folgende Pflanzenarten (Auswahl), nach Familien sortiert, sind im Blauen erfasst:
- Asternartige (Asterales)
  - Korbblütler (Asteraceae)
    - Alpenmaßliebchen (Aster bellidiastrum)
    - Gewöhnliches Katzenpfötchen (Antennaria dioica)
- Doldenblütlerartige (Apiales)
  - Doldenblütler (Apiaceae)
    - Sichelblättriges Hasenohr (Bupleurum falcatum)
- Enzianartige (Gentianales)
  - Rötegewächse (Rubiaceae)
    - Hügel-Meier (Asperula cynanchica)
- Hahnenfußartige (Ranunculales)
  - Hahnenfußgewächse (Ranunculaceae)
    - Ähriges Christophskraut (Actaea spicata)
    - Gelbes Windröschen (Anemone ranunculoides)
- Nelkenartige (Caryophyllales)
  - Nelkengewächse (Caryophyllaceae)
    - Karthäusernelke (Dianthus carthusianorum)
- Pfefferartige (Piperales)
  - Osterluzeigewächse (Aristolochiaceae)
    - Gewöhnliche Haselwurz (Asarum europaeum)
- Spargelartige (Asparagales)
  - Orchideen (Orchidaceae)
    - Braunrote Stendelwurz (Epipactis atrorubens)
    - Breitblättrige Stendelwurz (Epipactis helleborine)
    - Gelber Frauenschuh (Cypripedium calceolus); Orchidee des Jahres 1996 und 2010
    - Violette Stendelwurz (Epipactis purpurata)

  - Spargelgewächse (Asparagaceae)
    - Rispige Graslilie (Anthericum ramosum ), auch als Rispen-Graslilie, Kleine Graslilie oder Ästige Graslilie bezeichnet

### Fauna
Folgende Tierarten (Auswahl), nach Klassen, Ordnungen und Arten sortiert, sind im Schwarzen Moos erfasst:
Insekten
- Kurzfühlerschrecken (Caelifera)
  - Brauner Grashüpfer (Chorthippus brunneus)
  - Gemeiner Grashüpfer (Chorthippus parallelus)
  - Kleine Goldschrecke (Chrysochraon brachyptera)
  - Große Goldschrecke (Chrysochraon dispar)
  - Rote Keulenschrecke (Gomphocerus rufus)
- Langfühlerschrecken (Ensifera)
  - Feldgrille (Gryllus campestris)
  - Gewöhnliche Strauchschrecke (Pholidoptera griseoaptera)
  - Kurzflügelige Beißschrecke (Metrioptera brachyptera)
  - Roesels Beißschrecke (Metrioptera roeselii)
  - Waldgrille (Nemobius sylvestris)
  - Zweifarbige Beißschrecke (Metrioptera bicolor)
  - Zwitscherschrecke (Tettigonia cantans)
- Schmetterlinge (Lepidoptera)
  - Argus-Bläuling (Plebejus argus)
  - C-Falter (Polygonia c-album)
  - Feuriger Perlmuttfalter (Fabriciana adippe)
  - Graubindiger Mohrenfalter (Erebia aethiops)
  - Großer Perlmuttfalter (Mesoacidalia aglaja)
  - Kaisermantel (Argynnis paphia)
  - Kleiner Eisvogel (Limenitis camilla)
  - Kleiner Würfel-Dickkopffalter (Pyrgus malvae)
  - Landkärtchen (Araschnia levana)
  - Magerrasen-Perlmuttfalter (Clossiana dia)
  - Östlicher Scheckenfalter (Melitaea britomartis)
  - Rotbraunes Wiesenvögelchen (Coenonympha glycerion)
  - Rundaugen-Mohrenfalter (Erebia medusa)
  - Schachbrett (Melanargia galathea)
  - Silberfleck-Perlmuttfalter (Clossiana euphrosyne)
  - Silbergrüner Bläuling (Lysandra coridon)
  - Tintenfleck-Weißling (Leptidea sinapis)
  - Weißbindiger Mohrenfalter (Erebia ligea)
  - Zitronenfalter (Gonepteryx rhamni)

Reptilien
- Schuppenkriechtiere (Squamata)
  - Waldeidechse (Lacerta vivipara)

Vögel
- Sperlingsvögel (Passeriformes)
  - Fitis, auch Fitislaubsänger (Phylloscopus trochilus)
  - Gimpel (Pyrrhula pyrrhula), auch Dompfaff oder Blutfink genannt
  - Waldbaumläufer (Certhia familiaris)
  - Waldlaubsänger (Phylloscopus sibilatrix)
  - Wintergoldhähnchen (Regulus regulus), der kleinste Vogel Europas
  - Zilpzalp (Phylloscopus collybita)